# Crisis de 1750 en el Virreinato del Perú
La Crisis de 1750 es referido a un momento de crisis durante dicha década del siglo XVIII en el Virreinato del Perú, pues se presentó el punto más alto de rebeliones del siglo XVIII en el Virreinato del Perú entre las comunidades indígenas (previo a la Rebelión de Túpac Amaru II), poniendo en riesgo la estabilidad política del Virreinato del Perú (e incluso el dominio español) durante el gobierno de José Antonio Manso de Velasco. En este período sucedió la Rebelión de Juan Santos Atahualpa, la Rebelión de Huarochirí de 1750, la Conspiración de Lima de 1750, y otros tumultos que estuvieron al borde de fusionarse. También se dio un renacimiento de la autoridad de la Nobleza indígena e incaica (debilitada por las Reformas borbónicas), donde hubo figuras como Fray Calixto de San José Tupac Inca o Juan Bustamante Carlos Inca en la Corte de España representando las demandas del indio en son de una reforma política según el espíritu de las Leyes de Indias, usando también memoriales propagandísticos como la Exclamación Reivindicacionista o el Planctus Indorum Christianorum in America Peruntina.

## Antecedentes

### Problemas económicos y políticos en el Imperio Español
Durante la Crisis del siglo XVII (que mostró las primeras señales de la Decadencia española y de la transición de la hegemonía del Capital entre el Mundo Mediterráneo al Mundo Nórdico), el Virreinato del Perú sufrió los efectos adversos a los problemas económicos en España tras la guerra de los Treinta Años, y aunque después el Perú tendría una lenta recuperación que se acentuará en las décadas siguientes (siendo más rápida que en la propia metrópoli de la España peninsular), esto generó que se desatienda en la Corona de Castilla la supervisión de los asuntos americanos, lo que terminó generando un nuevo auge en la corrupción política a vísperas de la guerra de sucesión española, sobre todo porque se volvió usual por la Casa de Austria que simplemente vendiera cargos públicos sin comprobar las aptitudes de los funcionarios (pues se asumía que quienes podrían pagarlo serían personas de bien y de pocas necesidades económicas, pero muchos se pusieron a lapidar las economías locales de las jurisdicciones recibidas y así recobrar la compra de los cargos ante los sueldos bajos por las Quiebras de la Monarquía Hispánica). No ayudó tampoco el contrabando y el aumento de la piratería por parte de países protestantes.
Posteriormente, la llegada de la Casa de Borbón al gobierno del Imperio español provocaría un descontento entre las elites peruanas por las Reformas borbónicas, que crearon un nuevo virreinato indiano (Virreinato de Nueva Granada) en perjuicio de territorios del Perú (afectando las redes de comercio con la Provincia de Quito y el Nuevo Reino de Granada al pagarse más alcabalas). También empezaron a incrementar el poder de los peninsulares en los puestos de poder, con el deseo de supervisar a las autoridades americanas de las denuncias de corrupción en el Consejo de Indias (y también aumentar la soberanía del poder real, en el marco del Regalismo en España e inspirados en el Despotismo ilustrado de la Monarquía francesa), pero que en ciertas ocasiones mostraban desconocimiento de los problemas sociales americanos (o incluso se asociaban con las autoridades corruptas) y se comportaban con arrogancia frente a los americanos (quienes le dieron el apodo de Gachupín). A su vez, las reformas borbónicas regalistas buscaban Centralizar las instituciones, con la creencia de que eso las haría más eficientes al poder supervisar el Rey de mejor manera las cosas públicas y colocar burócratas en razón de su efectividad y no por la tradición de linajes señoriales, pero generaría descontento general por la instauración del Absolutismo español y lo que se percibía era un atentado a los Fueros en los Reinos de Indias, puesto que en el Derecho indiano se exigía que la Corona de Castilla respetase las costumbres locales y leyes regionales entre las múltiples naciones del Virreinato (representados por sus Señores y Caciques), en vez de lo que se percibía eran intentos de castellanización (en la República de españoles) o hispanización (en la República de indios) forzada de las instituciones que iba contra el Pactismo de Vasallaje.

"En el siglo XVIII, con el gobierno de los Borbones en España, se produce en América, como también en España, una tendencia a la integración administrativa de las diferentes partes del Estado con miras a acentuar la
unidad política. Esto va a llevar a una cierta desacreditación de los curacas rurales y a la pérdida de valor legal de las costumbres para dar preeminencia a las leyes de la Corona."
Fernando de Trazegnies, PLURALISMO JURÍDICO EN EL DERECHO INDIANO

### Corrupción criolla y Cédula de Honores
En el siglo XVI se habían presentado varias denuncias de que algunos criollos intentaron enajenar de sus bienes y propiedades a varios indios ordinarios y caciques de la Cordillera de los Andes, provocando una ola de reclamos y pleitos legales hacia la Real Audiencia de Lima ante lo que denunciaban era una injusta distribución de las tierras. Debido a la lentitud de los tribunales americanos, varios nobles indios pidieron licencia para viajar a España y presentar sus demandas (y de las comunidades indias que representaban) directamente al Consejo de Indias, en donde aprovecharon en reclamar no solo por los litigios de propiedades, si no que solicitaron también acceso a los mismos cargos políticos que ostentaban los españoles americanos, y de paso que su dignidad como nobles indios sea reconocida como equivalente a la dignidad nobiliaria de los españoles. Esto último llegó a ser noticia en todo el Imperio español y solo provocó que se de una ola de viajes de caciques de todas partes de la monarquía, aumentando que haya un auge de protectores de indios como Procurador en Cortes. A su vez, Mestizos pidieron que tuvieran libertad de elegir su casta y que no sean encasillados directamente como parte de la República de indios. A su vez, había aumentado la Devoción Católica entre los indios de clase alta y querían solicitar que puedan ser ordenados en el Clero e incluso de participar en la Inquisición española (debido a que su condición de Cristianos nuevos les puso limitaciones), habiéndose presentado discusiones sobre el tema ya desde principios del siglo XVI. Finalmente, se emitiría la Real Cédula "de Equiparación", publicada el 12 de marzo de 1697 por Carlos II de España, que exigía que los súbditos del Rey de España (en específico, los funcionarios peninsulares y criollos) no impidan a los indios de tener participación política y social entre las instituciones públicas, militares y religiosas de los Virreinatos españoles en los Reinos de Indias o estarían faltando al Derecho indiano. A su vez, se recalcaba, dentro del Derecho de España y la Legislación nobiliaria, que los nobles indígenas eran equivalentes a los Hidalgos de la Nobleza española, y que eran los representantes políticos legítimos de los indios (no los españoles) ante el Rey, quien gobernaba América por concesión de los indios (Translatio imperii).

"De que puedan acceder los indios a los puestos eclesiasticos o seculares, gubernativos, politicos, y de guerra, que todos piden limpieza de sangre, y por estatuto la calidad de nobles".
Carlos II, 1697

Aunque dicha Cédula de Equiparación llegó a ser aplicada sin dificultades en la Nueva España (donde el estamento caciquil estaba más debilitado y la República de españoles accedió sin temores a empoderar a los indios), en el Virreinato del Perú no se acató la real cédula, dado que los nobles indios eran un estamento poderoso en la sociedad virreinal peruana, donde los caciques, garantes de la República de indios, se comportaban como auténticos Señores que nada tenían que envidiar al Feudalismo en España, siendo el cacicazgo una institución por derecho propio (con señorío no solo territorial, sino también jurisdiccional en el Aillu) y que competían con los Encomenderos españoles por el dominio de las relaciones políticas a nivel local. Por tanto, los funcionarios criollos corruptos hicieron todo lo posible por no cumplirla con efectividad, aunado a que también habían prejuicios despectivos en ciertos oligarcas que se negaban a tratar al indio como españoles, con la excusa de que estaban tratando de asegurar la soberanía del Rey de España en el Perú, pues acusaban a los indios de que tenían una doble identidad entre su sumisión a la hispanidad del Imperio español y su sumisión a la indianidad de su cacicazgo, y que por tanto, estaban predispuestos a no ser fieles súbditos del rey, y con ello eran indignos de que se les reconozca estas libertades. Estas acusaciones serían respondidas por la Nobleza indígena y el Cabildo de Indios con hacer varias declaraciones de lealtad al Rey de España, como en su participación en la Ceremonia de Coronación de Fernando VI de España en Lima, o enlistarse al Ejército Real del Perú y criticar duramente a los indios rebeldes como Juan Santos Atahualpa o Túpac Amaru II.
Tales argumentaciones de los criollos (notificadas por el cacique Vicente de Morachimo) fueron entendidas como excusas en las Cortes españolas, y fue así que Felipe V de España se vería obligado a hacer una ratificación de la cédula de 1697 en otra real cédula del 21 de febrero de 1725, actuando como garante del Corporativismo entre todas las clases sociales y dejando claro a las autoridades peruanas que la cumplieran «sin permitir que con pretexto ni motivo alguno se falte al cumplimiento, y puntual observancia de su contenido», lo que haría José de Armendáriz.

«carecen los indios del Perú de las honras y privilegios que por ella les están concedidos en grave perjuicio del servicio de Dios»
Cacique chimú, Vicente de Morachimo, 1724

Aquel apoyo de la Monarquía Española generó alegría entre los indios, que percibían al Rey de España e Indias Occidentales (el Inca católico) como una figura Paternal e intachable de moralidad, por ser el máximo garante de justicia (lo cual estaría demostrando con estos gestos a favor de la causa justa del indio) en un sistema monárquico que consideraban justo ante el Derecho natural por ajustarse a la Ley divina, siendo el monarca totalmente inocente de la corrupción de sus representantes españoles en América (percibido como cuestión de imperfecciones humanas muy irritables, mas no señal de alguna ilegitimidad del dominio del Imperio español). Sin embargo, siguió dándose resistencia entre los funcionarios criollos, por lo que en 1726 se firmó entre los nobles indígenas el memorial de «los cabos militares, caciques principales y gobernadores y sus descendientes mestizos nobles de este Reyno Peruano» para demandar el acatamiento del real decreto. Y observadores como Fray Isidoro de Cala y Ortega (misionero apostólico de la provincia franciscana de Lima) seguirían reportando noticias del incumplimiento.
Durante estos años de inicios del siglo XVIII, se presentó el Manifiesto de agravios de Oruro, el cual pudo influir ampliamente en envalentonar los descontentos (de hecho Miguel Surruchaga, un conspirador limeño, tuvo contacto con este).También los éxitos políticos de Juan Bustamante Carlos Inca como Gentilhombre de boca del Rey en la Corte de Fernando VI de España, puesto que generaría un aumento en la confianza de los indígenas por sus reclamos a la Monarquía Española.

### Situación Social en el Perú
La falta de acatamiento de las autoridades criollas generó resentimiento entre los indios peruanos, lo cual propició las condiciones de la crisis. Con ello, hubo varios nobles indios de carácter reformista, como Vicente Mora Chimo (noble chimú que fue procurador de pueblos de indios), Juan Bustamante Carlos Inca (noble inca acriollado que fue Gentilhombre de boca del Rey), Fray Calixto de San José Tupac Inca (noble inca y sacerdote católico), etc que viajarían a Madrid para notificar a la Corte de España (durante el reinado de Fernando VI de España y Carlos III de España) de que había un mal gobierno representado por oligarcas criollos y servidores suyos del Rey que seguían impidiendo el cumplimiento de la cédula a mediados de la década de 1750 y 1760, implorándole al Rey que ponga orden en sus dominios.
Por otra parte, también surgiría una facción de carácter rebelde, donde aparecieron redes de conspiración entre los indios (a través de los caciques más impacientes) que proclamaban el lema "Viva el rey, muera el mal gobierno" para desarrollar rebeliones contra los Gachupines sin renunciar al fidelismo con la monarquía española, aunque las tendencias más radicales desarrollarían un Nacionalismo neo-inca que buscaba restaurar el Tahuantinsuyo. Entre estos complots resaltó inesperadamente la rebelión Amazónica de Juan Santos Atahualpa en el Oriente Peruano, el cual estalló en junio de 1742 por Ashánincas liderados por este caudillo de la Nobleza incaica que fue educado por los Jesuitas del Perú (que lo llevaron a Europa), afirmaba ser el Inkarri y del que se rumoreaba que buscaba la intervención del Imperio británico.
Además, se darían infortunios imprevistos (sobre todo fenómenos Climáticos) que aumentaron el descontento, como el Terremoto de Lima de 1746 que perjudico gravemente la economía virreinal peruana e hizo que se destinen recursos de las provincias hacia Lima (debilitándoles frente al peligro de Hambrunas), aunado a que hubo descontento por las deficiencias higiénicas posteriores, lo que aumentaron los brotes de intranquilidad social (como los disturbios de los indios olleros en el barrio de Santa Ana). Además que la dejó muy indefensa por la destrucción de gran parte de sus fortificaciones militares.
Por otra parte, en otros territorios del imperio español, como el Reino de México, se empezaban a producir sus propias rebeliones agrarias, lo cual pudo influir cierta inspiración a los conspiradores.

## Desarrollo
El primer azote a la estabilidad del Virreinato Peruano fue la Rebelión de Juan Santos Atahualpa de 1742-1756, que a inicios de la nueva década llegó a amenazar seriamente a la Ciudad de los Reyes ante el temor de que tomaran pueblos de los Andes Centrales (como Tarma o Junín) y así pudieran asediar Lima, junto a un rumoreado apoyo inglés para atacar el Callao.
Por otra parte, se desarrolló la Conspiración de Lima de 1750, el cual debía estallar el 29 de setiembre de dicho año, durante el día de San Miguel, y que había sida organizada por Nobles indios, mestizos y negros, con el fin de derrocar al Virrey José Antonio Manso de Velasco y después atacar a los españoles, provocando incendios e inundaciones en Lima mientras se expulsaba a los peninsulares del poder (aunque se iba a perdonar al Clero español). Aunque el diario de Sebastián Franco de Melo decía que en realidad la rebelión debía ser para 1749. Pese a ello, el 22 de julio de 1750 serían detenidos 11 personas implicadas en la conspiración, y ajusticiados en la Plaza de armas de Lima frente a un regimiento de 400 soldados indios y nobles que debían asegurar su respeto por la Monarquía Española.
En el año 1750 se daría la Rebelión de Huarochirí de 1750 por el noble inca, Francisco Ximénez Inga, y el noble chimú, Pedro de los Santos Sucuten (ambos ex-conspiradores de Lima), en reacción a los abusos de autoridades coloniales que actuaban de modos arbitrarios (con énfasis en los Corregidores), por lo que se apoderaron del Corregimiento de Huarochirí y prometieron “libertad de mitas y tributos”, vengar a los rebeldes limeños y expulsar a los gachupines.  Finalmente serían derrotados los rebeldes por Melchor Malo de Molina y Espínola, quien cerco Huarochirí, y posteriormente recibirían sus condenas el 14 de agosto de 1750 . Sin embargo, pese a ser una escaramuza muy pequeña, su importancia se daría por considerarse a Huarochirí como la despensa de Lima, y que la caída de esta ciudad sería una amenaza seria para una Lima desprotegida, y se temía aún más que busque alianzas con el otro caudillo de Juan Santos Atahualpa

## Consecuencias
Nobles indios como Joseph Cayo Topatito Atauchi Yncayupangui (intérprete de la Real Audiencia de Lima), Francisco Mangualu Zevallos (diputado nombrado por los caciques de Lima), Francisco Sachun Quirós y Asabache (capitán del ejército realista) le comunicaron a Juan Bustamante Carlos Inca de los eventos. Lo destacable de la correspondencia es que todos consideraban que fueron rebeliones injustificadas de gente idealista y soñadora, que fueron irracionales (acusando a varios de ser personas pecadoras e inestables mentales) y que merecían un justo castigo por sus imprudencias (preocupándose sobre todo por la mala imagen que darían de los indígenas ante el Imperio español, comprometiéndose a aumentar las muestras de fidelismo para no perder el favor de la Corona).
Con ello, se reforzó el fidelismo entre los indígenas tras tales acontecimientos, como atestiguan observadores de la época ante la aparición de un aproximado de 2000 indios de distintas provincias del Virreinato del Perú, con sus representantes de la República de indios (Alcaldes de indios y Cacique), haciendo un ritual de vasallaje y pleitesía ante el Rey de España mientras se castigaba a los rebeldes y conspiradores. Todo ello para el Virrey y sus representantes se usó como una muestra de teatralidad del poder con base en un lenguaje paternalista que apelara a la “ternura” y “afecto” (intensificado por la Gaceta de Lima). Luego de ser ejecutados los líderes de la revuelta de Huarochirí y lo que quedaban de conspiradores limeños, se anunció un perdón general a los Indios.

"estaba la plaza realmente vistosa. Entré yo con los indios por en medio de ellos, y levantando la voz Viva el rey de España Nuestro Señor, de quien somos leales vasallos y esperamos su misericordia. Parecía el día del juicio, según clamaban y lloraban los infelices indios; di con ellos vuelta a la plaza, y entrando en casa del comandante, que los esperó en el patio galanamente vestido, con todos los oficiales y cavalleros auxiliares que le habían acompañado de la mayor distinción, y nobleza de la ciudad de Lima"
Sebastián Franco de Melo

Por otra parte, los pacíficos seguidores de Juan Santos Atahualpa acabaron ejecutados por sumisión a su líder, quien desaparecería en 1756 por causas misteriosos que solo aumentaron su Mesianismo, pues habría gente que lo consideraba una Divinidad que ascendió a los cielos, por lo que el control de la Amazonía peruana sería nominal (y peor aún tras la expulsión de los jesuitas peruanos del País de los Maynas, el último reduco en la selva donde estaba presente la autoridad real). Haciendo que se de una decadencia económica general en la Amazonía y un abandono de las instituciones del estado del que hasta el día de hoy no ha habido una recuperación plena.
A su vez, las autoridades virreinales buscaron limitar el número de religiosos y clérigos que pudiesen acompañar a los reos (puesto que todos en común tenían proclamas Clericalistas, buscando ganar el apoyo de la Iglesia católica e invocando a santos como Santa Rosa de Lima), por tanto, el virrey reclamo la autoridad de elegir al sacerdote que acompañara al condenado, o ratificar la elección que el reo diese, con el fin de controlar las emociones religiosas de la población ante posibles mártires. Este apoyo de ciertos miembros del clero a las rebeliones solo aumentó el anticlericalismo de los Borbones, que querían intervenir en el Fuero eclesiástico (envalentonados en el Patronato regio, buscando reducir a los sacerdotes a meros funcionarios públicos, en contra de la tendencia Ultramontana en la Santa Sede) y pudo ser una de las causas que llevaron a la Expulsión de los jesuitas de la Monarquía Hispánica de 1767.
Con respecto al cumplimiento de la cédula de honores, las rebeliones solo propiciaron a que se emitiera otra Real cédula, la del 11 de septiembre de 1767, por Carlos III de España, para ordenar el cumplimiento de tales edictos a los peruanos, siendo publicada inmediatamente por el siguiente virrey, Manuel de Amat y Junyent, con el reconocimiento inmediato del Cabildo de Lima, quien envió un informe de agradecimiento por «permitir que ingresen al colegio Real de San Martín» unos tres hijos caciques, mientras reportaban que el Virrey tenía posturas indigenistas y velaba de la seguridad de los naturales frente a las opresiones. Seguidamente, el Cabildo limeño informó el 5 de abril de 1768 de los méritos intelectuales del presbítero e indio noble, Juan Dávalos y Chauca.
Sin embargo, aunque a largo plazo saldrían ganando los indios ordinarios por expresar sus descontentos, por otra parte, también se generó un aumento de la desconfianza de las autoridades a la Nobleza indígena por haber provenido la rebelión de algunos caciques, provocando que se radicalizaran las convicciones Absolutistas (en un ala política integrada por José Antonio de Areche, Benito de la Mata Linares, Vicente Ore, Juan Bautista, Jiménez Villalba), y que tendría relevancia más adelante durante la represión de la Rebelión de Túpac Amaru II y el intento fallido de abolir el Consejo de los 24 nobles electores Incas del Cusco (en un plan de anular las autonomías de los indígenas y ser forzados a hispanizarse al atacar la protección que les garantizaba la institución de la Nobleza indígena).